# Damalis planiceps
Damalis planiceps là một loài ruồi trong họ Asilidae. Damalis planiceps được Fabricius miêu tả năm 1805.